# Humodetrynit
Podgrupa humodetrynitu – obejmuje macerały węgli brunatnych powstałe na skutek rozdrobnienia tkanek roślinnych. W podgrupie tej znajdują się dwa macerały:
- atrynit
- densynit